# Hiéroglyphe égyptien R13
Le faucon sur pavois en hiéroglyphes égyptiens, est classifié dans la section R « Mobilier cultuel et emblèmes sacrés » de la liste de Gardiner ; il y est noté R13.

## Représentation
Il représente un faucon (hiéroglyphe G5) sur un pavois (hiéroglyphe R14) décoré d'une plume d'autruche. Il n'est seulement utilisé que sous l'Ancien Empire jusqu'à la XIIe dynastie. Il est translittéré jmnt ou jmn.

## Utilisation
| R14 | / | R13 | t · N25 |

| R14 | / | R13 | t · N25 |

| R14 | / | R13 | / | i | mn · n | R13 |

| R14 | / | R13 | / | i | mn · n | R13 |

| R14 |

| R14 |

## Exemples de mots
| R13 | t | P5 |

| R13 | t | P5 |

| R13 | t · t · N25 |

| R13 | t · t · N25 |

| R13 | U33 | i |

| R13 | U33 | i |